# میلاد منصوری (کارگردان)
میلاد منصوری متولد ۳ شهریور سال ۱۳۶۹ (۲۵ سپتامبر ۱۹۹۰) در اراک، نویسنده، تهیه‌کننده و فیلم‌ساز ایرانی می‌باشد. شروع کار هنری وی در سال ۱۳۹۶ با دستیار کارگردانی سریال «علی البدل» آغاز شده است. وی با ساخت فیلم «کولبرف» به شهرت رسیده است.

## فعالیت
میلاد منصوری فعالیت حرفه ای خود را در صنعت سینما از سال ۲۰۰۹ به عنوان بازیگر آغاز کرد و از همان ابتدای کار علاقه شدیدی به فیلمنامه‌نویسی و کارگردانی پیدا کرد و با نوشتن فیلمنامه‌های تجربی اولین فیلم کوتاه خود را ساخت. بعد از گذشت چند سال، به عنوان دستیار کارگردان در چندین سریال شاخص و مهم در کنار کارگردانهای برجسته ایرانی حضور داشته است که می‌توان به سریال «علی البدل» سیروس مقدم به عنوان دستیار کارگردان، سریال «پایتخت پنج» به عنوان دستیار کارگردان و در همین مدت، سریال اینستاگرامی به نام «خروج» را ساخت که مورد توجه قرار گرفت و مخاطبان خاص خود را داشت.
در ادامه راه به فعالیت خود در زمینه فیلمسازی ادامه داده و فیلم کوتاه «بلاکد» را ساخت که خوشبختانه حضور جهانی موفقی به همراه داشت و موفق به کسب جوایز متعددی شد.وی در سال ۲۰۱۹، اولین فیلم سینمایی خود را با نام «کولبرف» و با حضور بازیگران مطرح کشور از جمله زنده یاد علی انصاریان، حسین سلیمانی، دنیز متوسلی، مهتاب ثروتی، حسین مهری، پیام احمدنیا و دیگر بازیگران کارگردانی کرد. این فیلم با حضور موفق در جشنواره‌های بین‌المللی و دریافت ۱۵ جایزه در کشورهای مختلف، از جمله بهترین کارگردان، بهترین طراحی صحنه، بهترین عکاسی سینمایی، بهترین فیلم، بهترین بازیگر، بهترین بازیگر دوم نقش و غیره، مواجه شد.
بعد از «کولبرف» به عنوان اولین تجربه بین‌المللی اش فیلم کوتاهی به نام «کالرایز» را به عنوان یک تولید مشترک بین ایران و ایتالیا با بازی استیو پرسکود (Steven Prescod) بازیگر آمریکایی و تهیه کنندگی اینتریتا روسی ساخت و این فیلم در اولین حضور بین‌المللی خود به عنوان فیلم افتتاحیه در یک جشنواره فیلم ایتالیایی اکران شد و جایزه بهترین فیلم را دریافت کرد.
بعد از گذشت یک سال و به عنوان دومین همکاری با اینتریتا روسی تهیه‌کننده ایتالیایی، فیلم کوتاه «نیچرشات» را با بازیگر برجسته آرژانتینی گابریل کورادو (Gabriel Corrado) و کارگردان-بازیگر ایتالیایی تیتزیانا مارتینی (Tiziana Martini) تولید کرده است.
در حال حاضر میلاد منصوری به عنوان یکی از اعضای اصلی و هیت مدیره فستیوال امیکورتی در ایتالیا به عنوان کارگردان خلاق منصوب شده و در حال همکاری با این فستیوال می‌باشد.

## جوایز

میلاد منصوری پس از دریافت جایزه بهترین کارگردانی فستیوال نرتوگان ترکیه

میلاد منصوری پس از دریافت جایزه بهترین فیلم کالرایز فستیوال امیکورتی

میلاد منصوری در فستیوال امیکورتی ایتالیا

جایزه بهترین کارگردان - جوایز بین‌المللی فستیوال نارتوگان فیلم استانبول برای فیلم کولبرفدسامبر ۲۰۲۱
جایزه بهترین فیلم کوتاه داستانی - جوایز بین‌المللی فستیوال فیلم آمریکای جنوبی برای فیلم بلاکدژوئن ۲۰۲۱
جایزه ویژه کارگردان - جشنواره فیلم VIZبلغارستان، برای فیلم بلاکدمی۲۰۲۱
جایزه بهترین کارگردان فیلم - جوایز بین‌المللی فیلم برزیلBIMIFF، برای فیلم بلاکد مارس ۲۰۲۰
جایزه بهترین کارگردان فیلم بلند - جوایز آمریکای جنوبی، برای فیلم کولبرف ژوئن ۲۰۲۱
جایزه ویژه هیت داوران برای کارگردان - جشنواره فیلم GIMFA، نوامبر ۲۰۲۱
جایزه بهترین فیلم - جشنواره بین‌المللی فیلم MICMX، برای فیلم کولبرفژوئن ۲۰۲۱
جایزه بهترین فیلم - جوایز سینماتوگرافی آسیایی، برای فیلم بلاکد فوریه ۲۰۲۱
جایزه ویژه هیئت داوران برای بهترین کارگردان - جوایز فستیوال فیلم Amicorti، برای فیلم کولبرفژوئن ۲۰۲۲
جایزه بهترین فیلم مشارکتی - جوایز فیلم Amicorti، ژوئن ۲۰۲۳
تقدیر ویژه برای کارگردان - جایزه جشنواره فیلم World Impact، برای فیلم لفت رایتژوئیه ۲۰۲۳
تقدیر ویژه برای کارگردان - جایزه جشنواره بین‌المللی فیلم Youalityفرانسه، برای فیلم کالرایز نوامبر ۲۰۲۳

### آثار
| سال  | نام فیلم             | اثر        | سمت                          | کارگردان     |
| ---- | -------------------- | ---------- | ---------------------------- | ------------ |
| ۲۰۲۳ | نیچرشات              | فیلم کوتاه | نویسنده و کارگردان           | میلاد منصوری |
| ۲۰۲۲ | Colorized            | فیلم کوتاه | نویسنده و کارگردان           | میلاد منصوری |
| ۲۰۲۱ | Left Right (چپ راست) | فیلم کوتاه | نویسنده، تهیه‌کننده، کارگردان | میلاد منصوری |
| ۲۰۲۰ | The Tendency (تمایل) | فیلم کوتاه | نویسنده، تهیه‌کننده           | مبین پکند    |
| ۲۰۱۹ | کولبرف               | سینمایی    | نویسنده، کارگردان            | میلاد منصوری |
| ۲۰۱۹ | Blocked (سربست)      | فیلم کوتاه | نویسنده، تهیه‌کننده، کارگردان | میلاد منصوری |
| ۱۳۹۷ | پایتخت ۵             | سریال      | دستیار کارگردان              | سیروس مقدم   |
| ۱۳۹۶ | علی‌البدل             | سریال      | دستیار کارگردان              | سیروس مقدم   |